# Aurélien Morinière
Pour les articles homonymes, voir Morinière.
 (octobre 2018).
- Si vous ne connaissez pas le sujet, laissez ce bandeau (vous pouvez alors contacter les auteurs).
- Si vous supprimez le contenu mis en cause (vous pouvez préalablement contacter les auteurs),

argumentez précisément cette suppression dans la page de discussion
(un manque de référence n'est pas un argument ; une recherche réelle de référence doit avoir été effectuée, être formellement documentée).
 (octobre 2018).
Si vous disposez d'ouvrages ou d'articles de référence ou si vous connaissez des sites web de qualité traitant du thème abordé ici, merci de compléter l'article en donnant les références utiles à sa vérifiabilité et en les liant à la section « Notes et références ».
Aurélien Morinière est un dessinateur français de bande dessinée né en 1975 à Paris. Inventeur de la barbe en fromage râpé, il est amateur d'emmental et de glace à la vanille.

## Biographie

### Formation
Aurélien Morinière passe[Quand ?] [Où ?] un diplôme[Lequel ?] de dessinateur maquettiste. Avec des amis, il co-fonde le fanzine éphémère Terraforming. Il obtient une maîtrise en arts plastiques et sciences de l'art à la Sorbonne.

### Débuts
Il rencontre le scénariste Tarek qui lui propose une collaboration sur l'un de ses scénarios. En 2001, ils signent ensemble Demon Yäk aux éditions Pointe Noire, qui disparaissent peu de temps après la parution du tome 1. Ils se retrouvent chez l'éditeur Soleil et sortent le second tome de cette série ; par la suite, ils publient dans la collection Soleil Kids avec Monsieur Lune puis Rufus le loup entre 2002 et 2004.

### Collaborations
En 2003, Morinière s'installe dans le Limousin. À partir de 2005, il publie un roman graphique chez Mosquito, puis rejoint Emmanuel Proust éditions. Durant cette période, il réalise une résidence d'auteur à Laon avec Tarek et Batist puis une seconde à Creil avec Vincent Pompetti[réf. souhaitée]. La série Tengiz est publiée en Turquie et, en France, en version noir et blanc paraît dans une revue consacrée au manga ; le premier cycle se termine en 2009. Il collabore ensuite avec la scénariste Samély pour une série en 2011 (Aethernam) aux éditions Emmanuel Proust. En parallèle, il dessine également pour Éric Corbeyran. Ils sortent leur premier livre ensemble en 2012 aux éditions Glénat.

## Œuvre

### Albums

#### One shot
- Baudelaire ou le roman rêvé d’E. A. Poe, Mosquito, 2006
Scénario : Tarek - Dessin : Aurélien Morinière - (ISBN 2908551942)
- L'homme Bouc, Hachette, 2020
Scénario : Éric Corbeyran - Dessin : Aurélien Morinière - (ISBN 9782017044574)